# Чорторийські

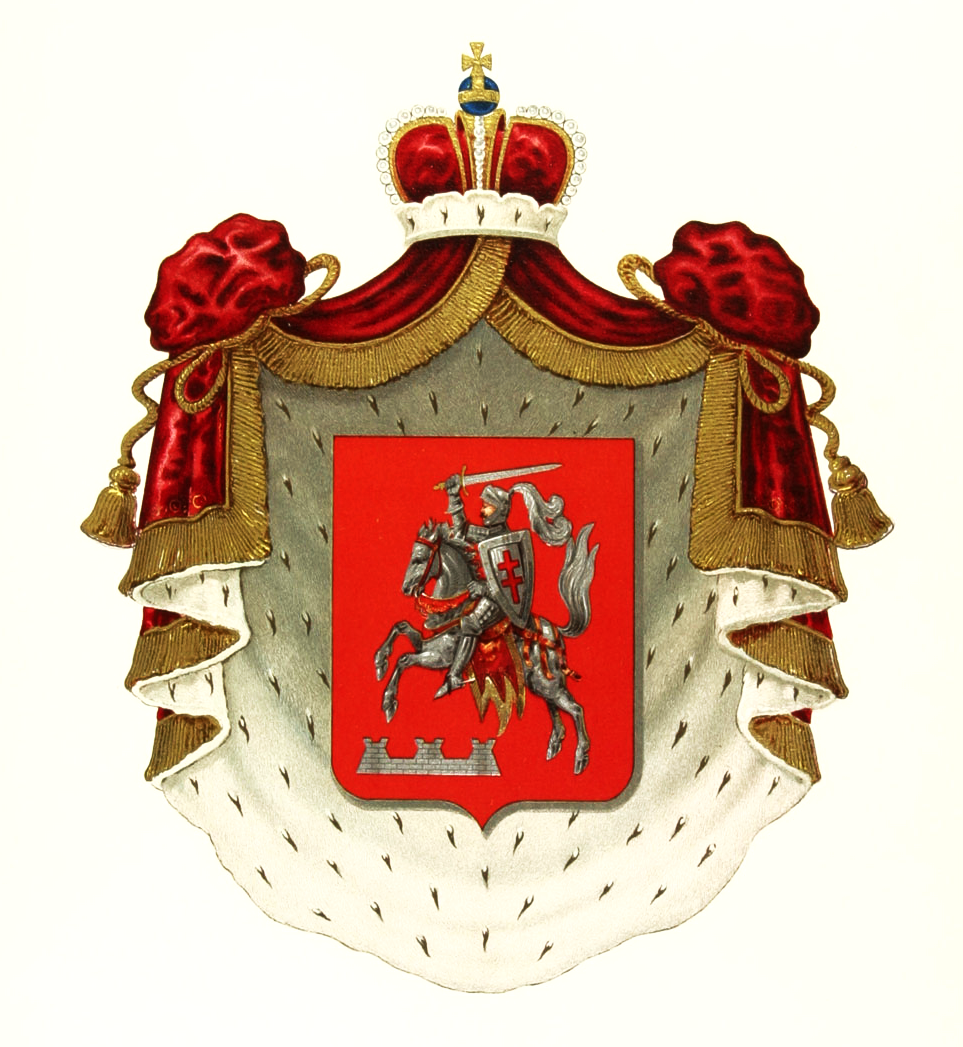
Герб Чарторийських

Чорторийські, Чарториські, Чарторійські, Чарторийські (пол. Czartoryscy, Czartoryskie) — княжий рід, згодом повністю полонізувався, з 1433 року князі Священної Римської Імперії.
Чорторийські походили від династії правителів Великого князівства Литовського Гедиміновичів. У ХХ столітті породнилися з Бурбонами й Габсбургами.

## Історія
Походження роду Чорторийських залишається дискусійним. За однією із версій родоначальник роду князь Костянтин був сином великого князя литовського Ольгерда, за іншою — його брата Коріята Гедиміновича. Василь Костянтинович відомий лише за однією згадкою у 1393 році. Ймовірно вже він володів містом Чорторийськом на Волині (від назви якого і походить родове прізвище). Сини Василя, Іван, Олександр та Михайло займали високі посади у Великому Князівстві Литовському. Михайло Васильович Чорторийський (пом. 1478/1489) володів замком у містечку Клевань та був намісником Брацлавщини (1463) і боровся з татарами.
Після Люблінської унії 1569 року, яку рід Чорторийських підтримував, вони одержали впливові позиції в польському уряді й поширили свої володіння на Волині і в Галичину.
Під час Хмельниччини Міхал Єжи (Михайло Юрій) Чорторийський (1621—1692) боровся проти повстанців.
Важливу роль відігравали Чорторийські в Речі Посполитій XVIII століття, особливо за часів королів Августа III й Станіслава Августа Понятовського, матір'ю якого була княгиня Констанція Чорторийська. Її брат, князь Олександр Август Чорторийський (1697—1782), воєвода руський, одружившись з Марією Софією Сенявською, дістав величезні маєтки згаслого роду Сенявських. Онук їх, князь Адам-Юрій Чорторийський (1770–1861) був одним з найвідоміших членів роду.
У кінці XVIII століття Йосиф Клеменс князь Чорторийський, стольник литовський, розгорнув широку промислову діяльність у своїх маєтках на Волині й Поділлі (мануфактура сукна, полотна, шкіряних виробів, порцеляни й фаянсу в Корці й Городниці, поясів у Меджибожі тощо).
У Кракові є бібліотека князів Чарторийських. Бібліотеку заснував Адам Чарторийський, який зібрав чимало книг до її фонду.

## Представники роду

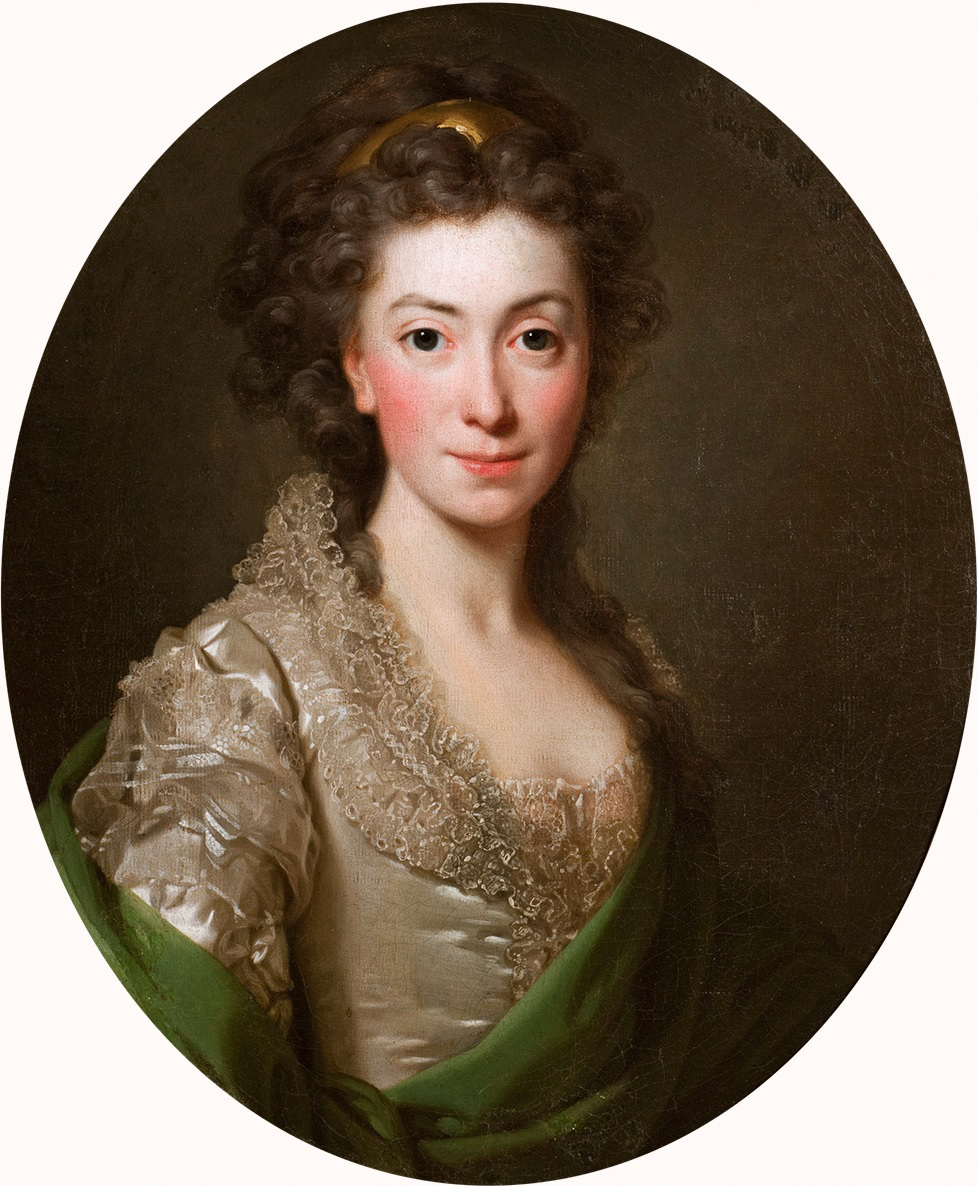
Ізабелла Чорторийська

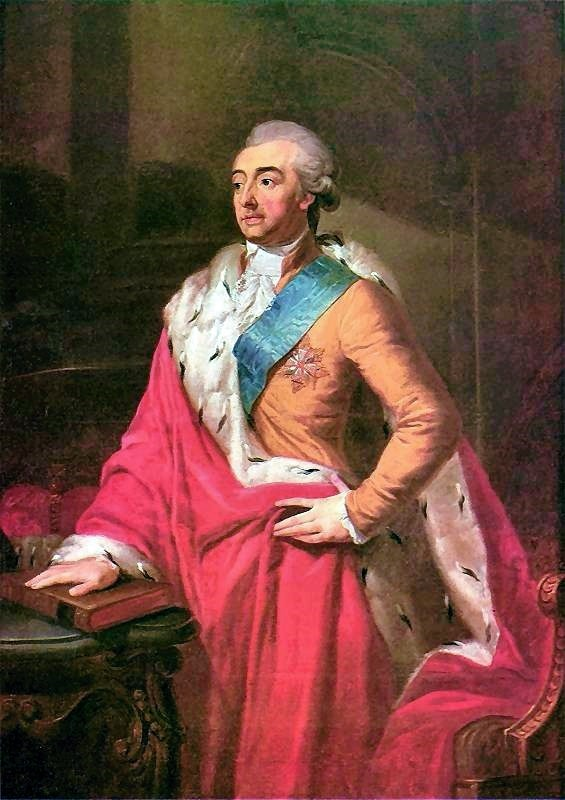
Адам Казимир Чорторийський

- Костянтин Ольгердович (бл. 1335 — після 1386)
  - Гліб Костянтинович (пом. після 1390), у 1390 р. потрапив у полон до Вітовта після поразки в битві на р. Вілії. Дальша доля невідома.
  - Василь Костянтинович (пом. після 1417) — князь чорторийський [?] (до 1393 — після 1417 рр.). У 1393 р. був при королівському дворі у Кракові, у 1417 р. згаданий також серед королівського оточення
    - Іван Васильович Чорторийський (пом. бл.1460) — князь чорторийський (до 1438—1440), трубчевський (бл. 1451 — бл. 1460). У 1440 р. разом з братом Олександром організував змову внаслідок якої було вбито великого князя литовського Зигмунта Кейстутовича. Один з найближчих соратників Свидригайла Ольгердовича у 1440—1451 рр. Отримав від Казимира Ягеллончика половину Трубчевського князівства.
    - Олександр Васильович Чорторийський (? — після 1477) — князь псковський (1443—1447,1456—1460), новгородський (1447—1455) і логойський (1460 — після 1477), засновний Логойської гілки Чорторийських, яка згасла на його внучках.
      - Михайло Олександрович Чорторийський
      - Володимир Олександрович Чорторийський
      - Семен Олександрович Чорторийський (? — бл.1524) — князь логойський (1496 — бл. 1524 рр.), державець чечерський і пропойський (з 1518 р.), дружина — княгиня Юліана.
        - Софія Семенівна Чорторийська (? — після 1531) ~ Федько Гнівошович
        - Олександра Семенівна Чорторийська (?—1531) ~ 1) Борис Гнатович Образцов 2) Василь Тишкевич

      - NN Олександрівна Чорторийська, дружина князя Івана Васильовича Соломирецького
      - Авдотія Олександрівна Чорторийська (? — після 1528) — дружина князя Андрія Івановича Можайського

    - Михайло Васильович Чорторийський (бл. 1420 — між 1478 і 1489) — князь чорторийський (1440—1460 рр.), клеванський (після 1460 — 1478/89 рр.).
      - Андрій Михайлович Чорторийський (пом. після 1491) — князь клеванський і чорторийський (до 1489 — після 1491), кременецький намісник (з 1491 р.).
      - Анна Михайлівна Чорторийська (пом. після 1514) ~ кн. Іван Юрійович Гольшанський-Дубровицький
      - Федір Михайлович Чорторийський (пом. 1542) ~ NN, дочка кн. Андрія Сангушка, Князь клеванський (після 1491 — 1542), чорторийський (бл.1524- 1542 рр.), староста луцький (1527—1542).
        - Олександр Федорович Чорторийський (пом. 1571) ~ Магдалина Деспотівна. Князь чорторийський (1542—1571), воєвода волинський (1566—1571). Один з найкращих полководців у війнах з ординцями (з 1527 або навіть і раніше). Починаючи від нього, старша гілка писалася князями на Чорторийську і Літовежу.
          - Михайло Олександрович Чорторийський (? — 1582) — князь чорторийський (1571—1582), староста житомирський (1574—1582)
            - Юрій Михайлович Чорторийський (? — ?1629) ~ Феодора Костянтинівна Колпитовська, ~ Зузанна Борзобогатянка Красинска (1615);— князь чорторийський (1582—1601), продав Чарторийськ Яну Пацу[3][4]

          - Марина Олександрівна Чорторийська (? — 1570) — дружина воєводи полоцького і смоленського Андрія Павловича Сапіги.

        - Анна Федорівна Чорторийська (пом. після 1537) ~ Василь Богданович Чиж
        - Федора Федорівна Чорторийська (пом. 1568) ~ 1). Михайло Михайлович Свинюський 2). Бальцер Гнівош
        - Анастасія Федорівна Чорторийська (пом. після 1578)~ Петро Богданович Хребтович
        - Іван Федорович Чорторийський (пом. 1567) ~ кн. Анна Кузьмівна Заславська з Острогу. Князь клеванський (1547—1567). Згідно з розподілом із
          - Юрій Іванович Чорторийський Князь на Клевані (1560—1626) — молодший син ~ Олександра Княгиня Вишневецька, донька волинського воєводи Андрія Вишневецького.
            - Микола-Юрій Чорторийський (1603—1662) ~ кн. Ізабела Корецька. Князь клеванський (1624—1662 рр.).
              - Казимир Флоріан Чорторийський (1617 / бл. 1620 — 15 травня 1674) — український князь (з походження), церковний та політичний діяч Речі Посполитої, Примас Королівства Польського і Великого князівства Литовського.
              - Ян Кароль Чорторийський (1626 — 1680) — урядник часів Речі Посполитої. Дідич на Корці та Олексинцях. Після брата Михайла став крем'янецьким старостою. Від нього виводиться корецька лінія Чорторийських.[5]
                - Юзеф Чорторийський (пом. 1 серпня 1750) — князь на Клевані і Жукові, хорунжий великий литовський.
                  - Станіслав Костка Чорторийський (пом. 5 квітня 1766, Варшава) — державний діяч Речі Посполитої, чашник великий литовський, потім ловчий великий коронний (з 1742 року), староста луцький, липницький і радошицкий. Полковник панцирної хоругви.
                    - Юзеф Клєменс Чарторийський (21 листопада 1740, Брін — 15 лютого 1810, Варшава) — державний діяч Речі Посполитої. Останній представник молодшої гілки роду Чорторийських на Корці та Олексинці.

              - Михайло Юрій Миколайович Чарторийський (1621—1692) — аристократ часів Речі Посполитої, князь. Дідич на Клевані та Жукові.
                - Казимир Чорторийський — крем'янецький староста, віленський каштелян
                  - Август Олександр Чарторийський (9 листопада 1697, Варшава — 4 квітня 1782, Варшава) — польський військовий та державний діяч XVIII століття руського походження. Воєвода руський (з 11 листопада 1731 року[6]). Князь на Клевані та Жукові.[7]
                    - Ізабела Любомирська (уроджена Ельжбета Гелена Анна Чарторийська; нар. 21 травня 1733, за іншими даними 1736, Варшава — пом. 25 листопада 1816, Відень, Австрія) — меценат і колекціонер творів мистецтва епохи рококо. Одна з найвідоміших жінок в Речі Посполитій XVIII ст.
                    - Адам Казимир Чорторийський (1 грудня 1734, Ґданьськ — 19 березня 1823, Сенява) — військовий та державний діяч Речі Посполитої. Генеральний подільський, калуський староста. Син останньої представниці роду Сенявських — Марії Зофії.
                      - Адам Єжи Чарторийський (14 січня 1770 — 15 липня 1861) — польський освітній, російський політичний діяч. Патріот Польщі. «Близький приятель» царя Олександра І.
                        - Ізабелла з Чарторийських Дзялинська (нар. 14 грудня 1830, Варшава — пом. 18 березня 1899, Мантон, Франція) — польська художниця-аматорка, колекціонерка мистецьких творів.

                      - Вітольд Чарторийський
                      - Вільгельм Костянтин фон Чарторийський

                  - Теодор Казимир Чорторийський — (1704 — 1 березня 1768) — пробст плоцький, канонік краківський (1717), абат любінський (1731), єпископ познанський (1739—1768).[8]
                  - Констанція Чарторийська — дружина краківського каштеляна Станіслава Понятовського, мати короля Станіслава Августа, примаса Польщі Міхала Єжи Понятовських

            - Андрій-Адріан Чорторийський

- Августин Йосиф Чарторийський (1907—1946) — польський князь.
- Адам Кароль Чорторийський (1940) — князь, засновник Фундації князів Чорторийських.
- Ванда Чарторийська — (20.VIII.186 — 16.V.1920, Львів) — президент «Towarzystwa Gospodarczego Wykształcenia Kobiet» у Львові (1908), похована на Личаківському цвинтарі.[9]

## Галерея

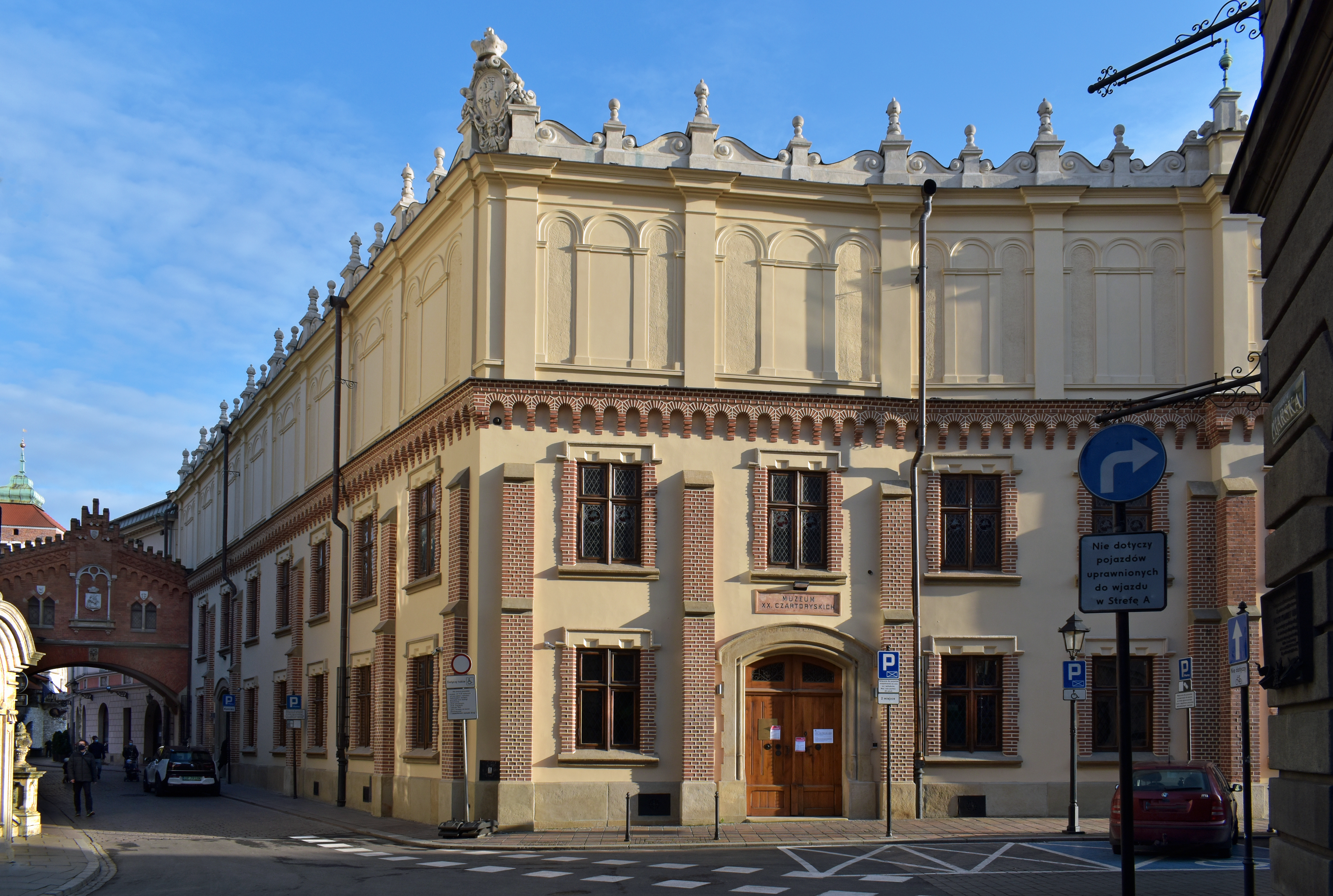
Музей Чорторийських у Кракові
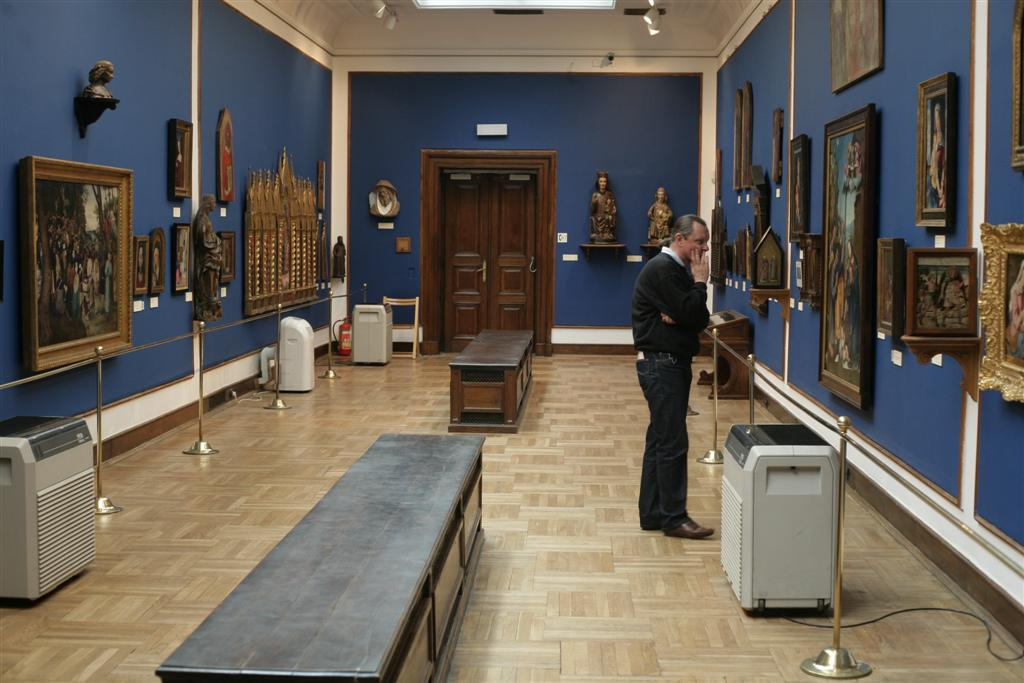
Музей Чорторийських у Кракові
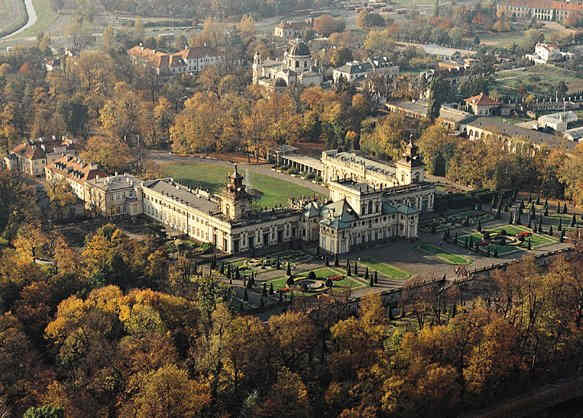
Палац Чорторийських (Варшава)
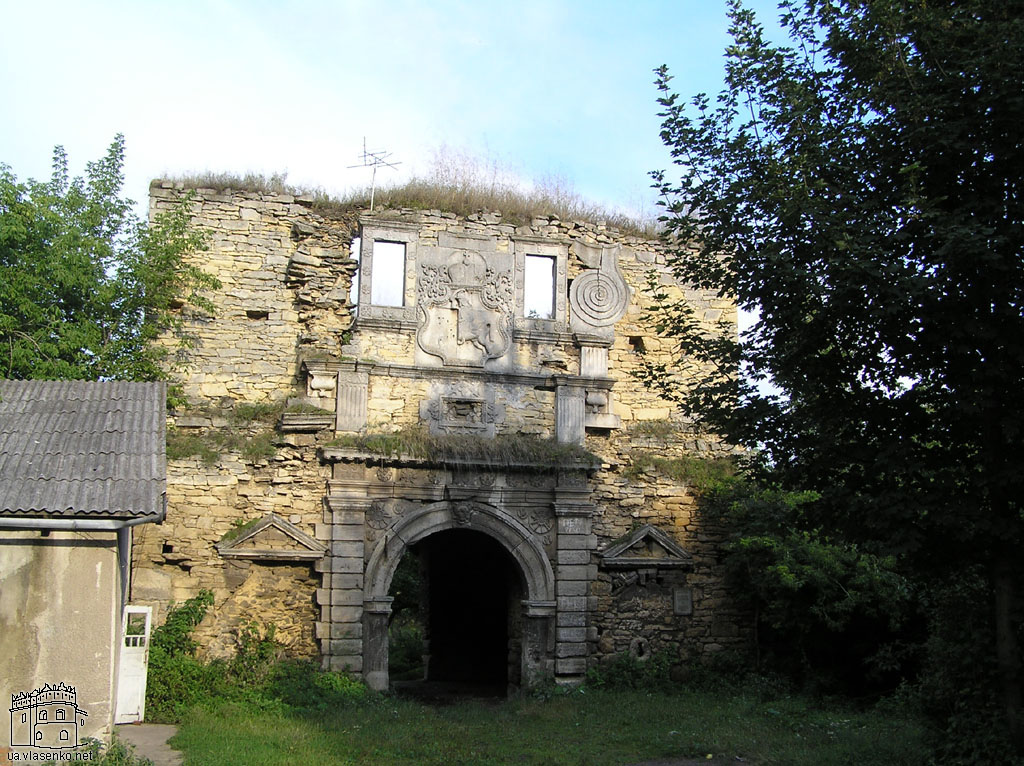
Чернелицький замок
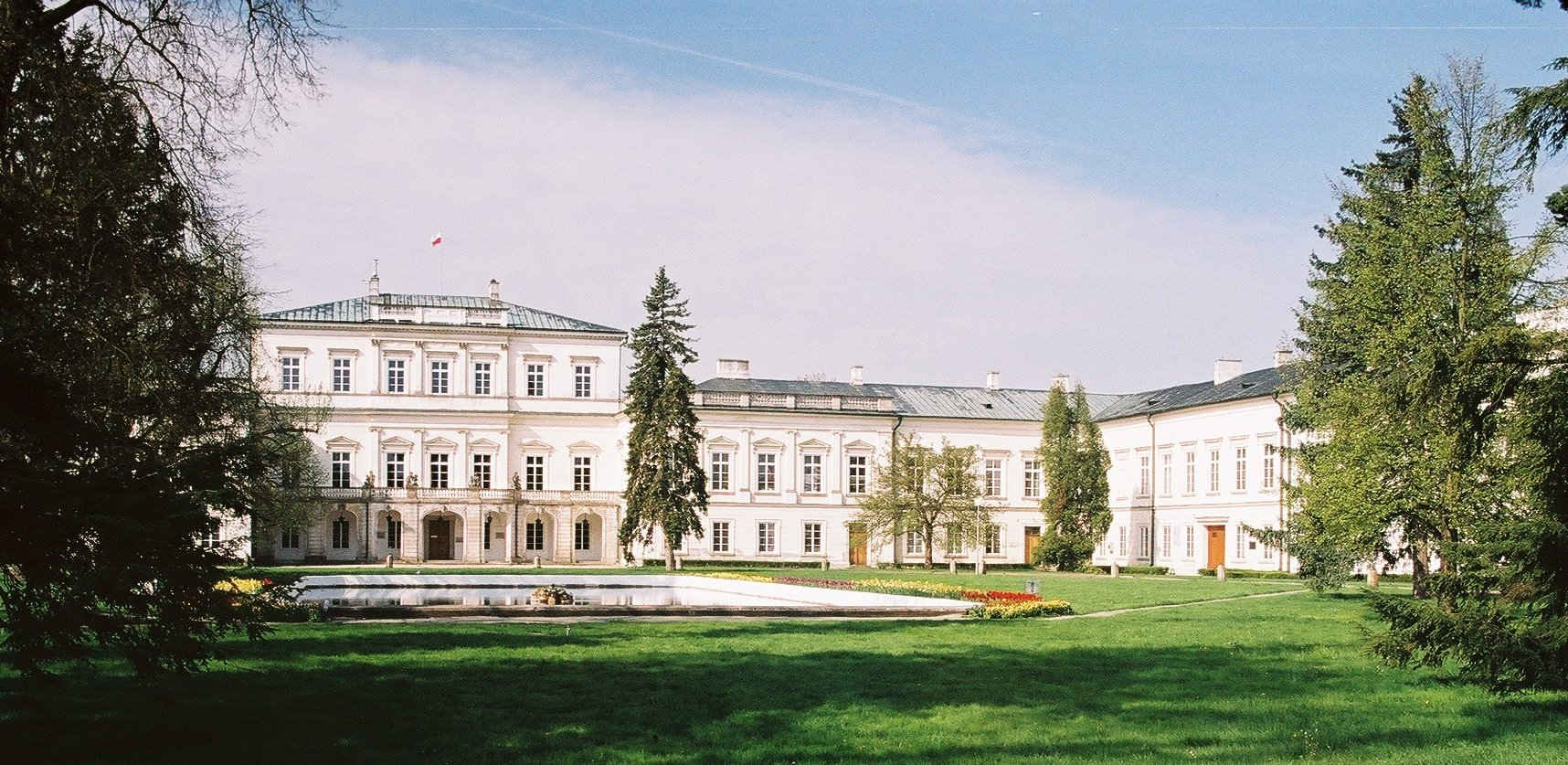
Палац Чорторийських (Пулави)
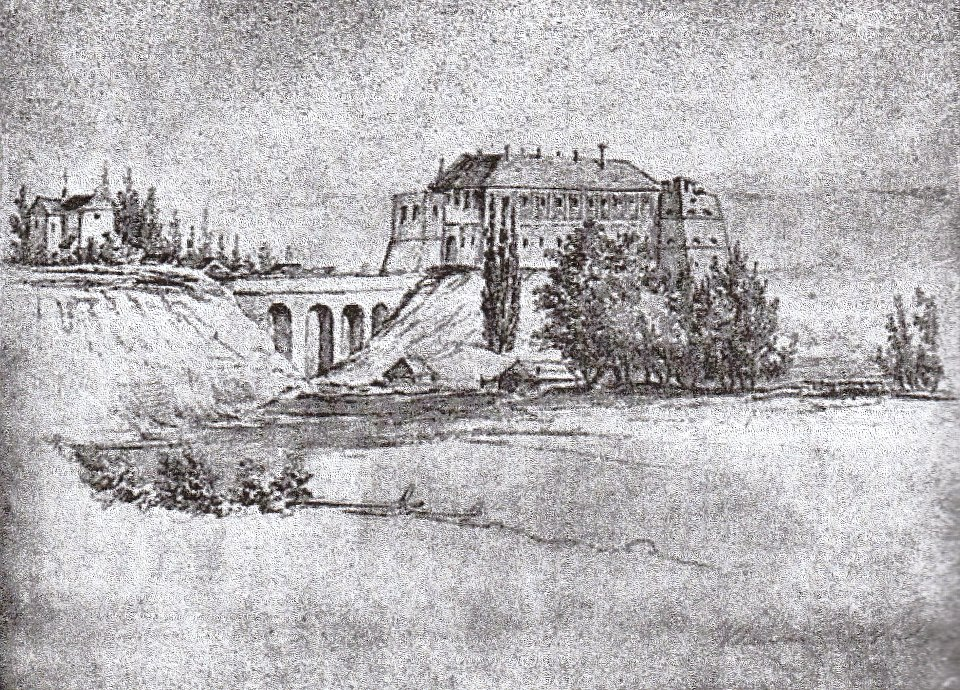
Замок Чорторийських (Клевань)
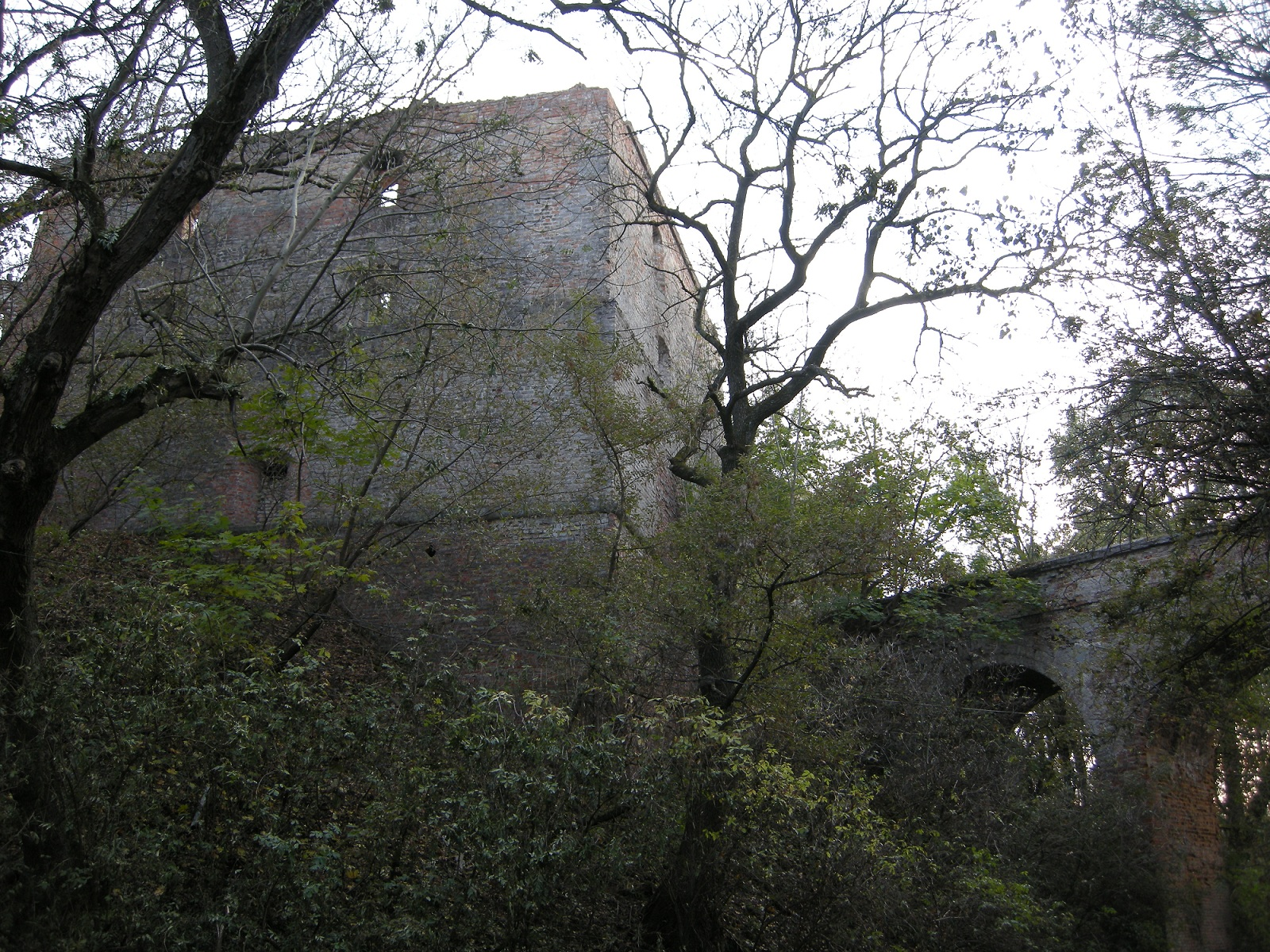
Руїни замку Чорторийських у Клевані